# Lương Thị Hoa
Lương Thị Hoa (sinh 1977) là đại biểu Quốc hội Việt Nam khóa XI, thuộc đoàn đại biểu Thanh Hoá.